# 赵培义
赵培义（1932年—），男，山西榆次人，中华人民共和国政治人物，曾任中共湖南省委组织部部长，湖南省人大常委会副主任。